# Volano
Volano là một đô thị ở tỉnh Trento ở vùng Trentino-Alto Adige/Südtirol của Ý, tọa lạc cách 15 km về phía nam của Trento. Tại thời điểm ngày 31 tháng 12 năm 2004, đô thị này có dân số 2.851 người và diện tích là 10,8 km².
Volano giáp các đô thị: Calliano, Pomarolo, Nomi và Rovereto.